# 3.11 A Sense of Home Films
3.11 A Sense of Home Films（さんてんいちいちアセンスオブホームフィルムズ）は、21人の映画監督による3分11秒の短篇映画集。2011年、東日本大震災を受けて河瀨直美の呼びかけにより制作された。

## 参加監督
- 河瀬直美
- 百々俊二
- スティーブン・セブリング（出演：パティ・スミス）
- ジャ・ジャンク
- カトリーヌ・カドゥ
- モハメド・ナジブ・ラザク
- ペドロ・ゴンザレス・ルビオ
- 西中拓史
- アリエル・ロッター
- レスリー・キー
- 桃井かおり
- ソー・ヨン・キム
- ウィスット・ポンニミット
- ビクトル・エリセ
- 想田和弘
- アピチャットポン・ウィーラセータクン
- イサキ・ラクエスタ
- チャオ・イェ
- ポン・ジュノ
- ジョナス・メカス
- 山﨑都世子